# Sheep (rivière)
Pour les articles homonymes, voir Sheep.
La rivière Sheep coule dans le sud-ouest de la province canadienne de l'Alberta. Elle débute dans le piedmont des montagnes Rocheuses dans le parc provincial de Elbow-Sheep Wildland et se jette dans la rivière Highwood à 8 km à l'est de Okotoks. La Sheep fait partie du bassin de drainage de la rivière Bow.